# Хаббард, Люсьен
Люсьен Хаббард (англ.  Lucien Hubbard; 22 декабря 1888 — 31 декабря 1971) — американский кинопродюсер, режиссёр и сценарист.

## Биография
Люсьен Хаббард прославился после создания фильма «Крылья», за который получил первую премию Американской киноакадемии за лучший фильм. Люсьен создал более ста фильмов в течение своей карьеры, он жил в одном доме на Беверли-Хиллз до своей смерти; он был заядлым игроком в поло и часто ездил верхом.
До приезда в Лос-Анджелес, он был ночным редактором The New York Times. Он написал пять сценариев и решил переехать в Голливуд, чтобы попытаться продать их; он продавал три из них и в 1923 году, его карьера была начата. Он открыл и воспитал много талантов на протяжении всего срока своей карьеры и был известен, как очень щедрый человек для хороших писателей. Он имел двух дочерей, Бетти и Джанет и сына Гарлана Габбарда, который стал известным художником и писателем.
Хаббард был дважды номинирован на премию «Оскар» за лучший сюжет («Звездный свидетель» (1931) и «Умные деньги» (1931)).
Люсьен Хаббард умер 31 декабря 1971 в Беверли-Хиллз, Лос-Анджелес, Калифорния.

## Фильмография
- Альпинисты / The Climbers (1919) (сценарист)
- Вне закона / Outside the Law (1920) (сценарист)
- Лиса / The Fox (1921) (сценарист)
- Ловушка / The Trap (1922) (сценарист)
- Громовой стадо / The Thundering Herd (1925) (сценарист)
- Крылья / Wings (1927) (продюсер)
- Роза-Мария / Rose-Marie (1928) (режиссёр)
- Таинственный остров / The Mysterious Island (1929) (режиссёр, сценарист)
- Умные деньги / Smart Money (1931) (сценарист)
- Мужчина индианки / The Squaw Man (1931) (сценарист)
- Звездный свидетель / The Star Witness (1931) (сценарист)
- Женщины в его жизни / The Women in His Life (1933) (продюсер)
- Ленивая река / Lazy River (1934) (продюсер и сценарист)
- Убийство в частном автомобиле / Murder in the Private Car (1934) (продюсер)
- Семейное дело / A Family Affair (1937) (продюсер)
- Чрезмерно восторженный! / Gung Ho! (1943) (сценарист)